# Homo Faber (roman)
Homo Faber er en bog skrevet af den schweiziske forfatter Max Frisch, og blev første gang blev udgivet i 1957.
Bogen blev skrevet i efterkrigstidens Tyskland[kilde mangler], og er en fortælling om maskinmennesket, den selvsikre intellektuelle teknokrat, Unesco-ingeniøren Faber. Han nægter at vedkende sig elementer i tilværelsen, som ikke kan måles eller vejes. Virkeligheden er et materiale, der kan bearbejdes af fornuften, forudberegnes og kontrolleres. Men virkeligheden vrider sig ud af den rolle, han har tiltænkt den, og hævner sig på ham. Han ledes af tilfældet ind i et spind af begivenheder, der viser sig at være skæbnesvangre. Indtil sit møde med en ung kvinde, han forelsker sig ubehjælpeligt i, hviler ingeniøren i sin tyrkertro på teknikken og naturvidenskaben, men livet slipper sine luner løs på ham, og fortællingen om ham bliver til en moderne tragedie.